# 福山吲哚合成
Fukuyama吲哚合成（福山吲哚合成，Fukuyama indole synthesis），由日本化学家福山透（Fukuyama Tohru）发现。
烯基硫代酰基苯胺在AIBN／三丁基氢化锡体系作用下，环化为2,3-二取代吲哚。
用于含多取代吲哚结构的天然产物合成，如 aspidophytine、长春碱和番木鳖碱。